# The Dark Knight Returns
The Dark Knight Returns (no Brasil, O Cavaleiro das Trevas; em Portugal, O Retorno do Cavaleiro das Trevas) é uma minissérie em quatro edições publicada entre fevereiro e junho de 1986 pela editora de histórias em quadrinhos americana DC Comics. Escrita e desenhada por Frank Miller, fazendo sua fama mundialmente e trazendo novos olhares sobre o personagem Batman e principalmente sobre a indústria dos quadrinhos, a série narra uma história de Bruce Wayne, que aos 55 anos de idade retorna da aposentadoria para combater o crime e enfrenta a oposição da força policial de Gotham City e o governo dos Estados Unidos. A história apresenta Carrie Kelley como o novo Robin e culmina com um confronto contra o Superman. Quando a série foi coletada em um único volume no final daquele ano, o título da história da primeira edição foi aplicado a toda a série.
Quando de sua publicação, The Dark Knight Returns chamou a atenção de toda a indústria de quadrinhos. Esta obra ajudou a introduzir uma era de quadrinhos adultos no mundo fantasioso dos super-heróis, chamando a atenção da mídia para um gênero que até então era considerado entretenimento infantil. Até o formato do impresso era especial, diferente dos usados na época.

## Criação
No início da década de 1980, a DC Comics promoveu o editor de histórias em quadrinhos Dick Giordano com o diretor editorial da empresa.  O escritor e desenhista Frank Miller foi recrutado para criar The Dark Knight Returns. Giordano disse que trabalhou com Miller na trama da história, e disse: [A] versão que foi finalmente feita era sobre seu quarto ou quinto projecto. O enredo básico era o mesmo, mas havia um monte de desvios ao longo do caminho."  Durante a criação da série, o escritor e desenhista John Byrne disse a Miller, "Robin deve ser uma menina", e Miller concordou.  Miller disse que a trama da série de quadrinhos "foi inspirada por Dirty Harry, especificamente o filme Sudden Impact, de 1983, em que Dirty Harry retorna ao combate ao crime após uma convalescença longa. Miller também disse que seu próprio aumento da idade foi um fator na trama.  A série empregou uma grade de 16 painéis para suas páginas. Cada página era composta por uma combinação de 16 painéis ou em qualquer lugar entre dezesseis e um painel por página. Giordano deixou o projeto em meio a causa de desentendimentos sobre os prazos de produção. O historiador de quadrinhos Les Daniels escreveu que a ideia de Miller de ignorar prazos foi "o ponto culminante da busca para a independência artística".
As edições de The Dark Knight Returns foram apresentadas em embalagens que incluíam páginas extras, encadernado e papel brilhante para destacar as pinturas em aquarela da colorista Lynn Varley. 

## Enredo
The Dark Knight Returns conta uma história que começa 10 anos após a aposentadoria do vigilante mascarado Batman. Os heróis no mundo estão extintos por lei e Superman, o último em atividade, é um agente secreto americano, uma super-arma usada em casos de guerra ou crise internacionais. O aumento de criminalidade em Gotham City, com a gangue chamada de "mutantes" aliado a um incomum senso de justiça de Bruce Wayne, fazem o homem-morcego sair das trevas da aposentadoria e enfrentar os criminosos da cidade. Batman é representado por Miller como um homem traumatizado e atormentado pelo seu passado, que usa inteligência e força para fazer justiça de maneira muito mais bruta e violenta em relação às suas atividades anteriores, tendo porém como limite o princípio de nunca matar os criminosos.
O renascimento do vigilante coloca o mundo em polvorosa. Batman desperta opiniões opostas; ao mesmo tempo em que é chamado de fora da lei e é acusado de violar os direitos humanos, ganha o apoio de inúmeros admiradores, os quais apreciam sua luta pela retomada da ordem, paz e justiça. Um novo e polêmico Robin surge, uma adolescente que acrescenta mais lenha à fogueira da mídia. O Coringa, catatônico no Asilo Arkham, desperta quando assiste à volta do Cavaleiro das Trevas, sentindo-se motivado a retornar à ativa. Parte numa onda de crimes e insanidade sem limites: agenda uma entrevista televisiva, mas assassina toda a plateia com seu gás do riso; torna-se foragido, procura, manipula e espanca Selina Kyle, a antiga Mulher-Gato (que agora dirige uma agência de acompanhantes), para chegar a um membro do alto escalão e instigar um ataque nuclear; sai pela cidade ferindo e matando pessoas até conseguir se encontrar com o Batman para fazê-lo perder o controle e romper com seus princípios. Harvey Dent, o Duas-Caras, aparentemente livre de sua psicopatia e curado fisicamente através de operações plásticas brilhantes, retoma a carreira do crime ao ver Batman em ação. O elo psicológico entre Batman e seus dois principais adversários é colocado à vista por Miller.
É quando o Governo americano coloca o Homem de aço no encalço do herói mascarado, protagonizando uma luta épica entre os dois personagens, com Batman lançando mão da inteligência e sagacidade para equilibrar o confronto com um inimigo superpoderoso com visão de calor, força extrema e invulnerabilidade.
Embora Batman jamais tenha sido uma figura tão obsessiva e poderosa como Miller o retrata aqui, sua obra foi tremendamente influente; desde que foi publicada originalmente, a caracterização de Miller para o personagem como uma figura sombria e obsessiva têm dominado a maioria dos projetos de Batman sempre com algum nível de intensidade.
A história é situada em um futuro alternativo do Universo DC, então não é considerada definitiva. Entretanto, certos elementos do conto de Miller acabariam aparecendo nas páginas da DC, mais notavelmente o pano de fundo da série. Por exemplo, o Batman de Miller é atormentado pela morte do segundo Robin, acontecimento que seria incorporado mais tarde com a morte de Jason Todd, assim como a explicação de Miller de como o Arqueiro Verde perdeu um braço (embora aqui a continuidade tenha sido ligeiramente desviada).

## Influência

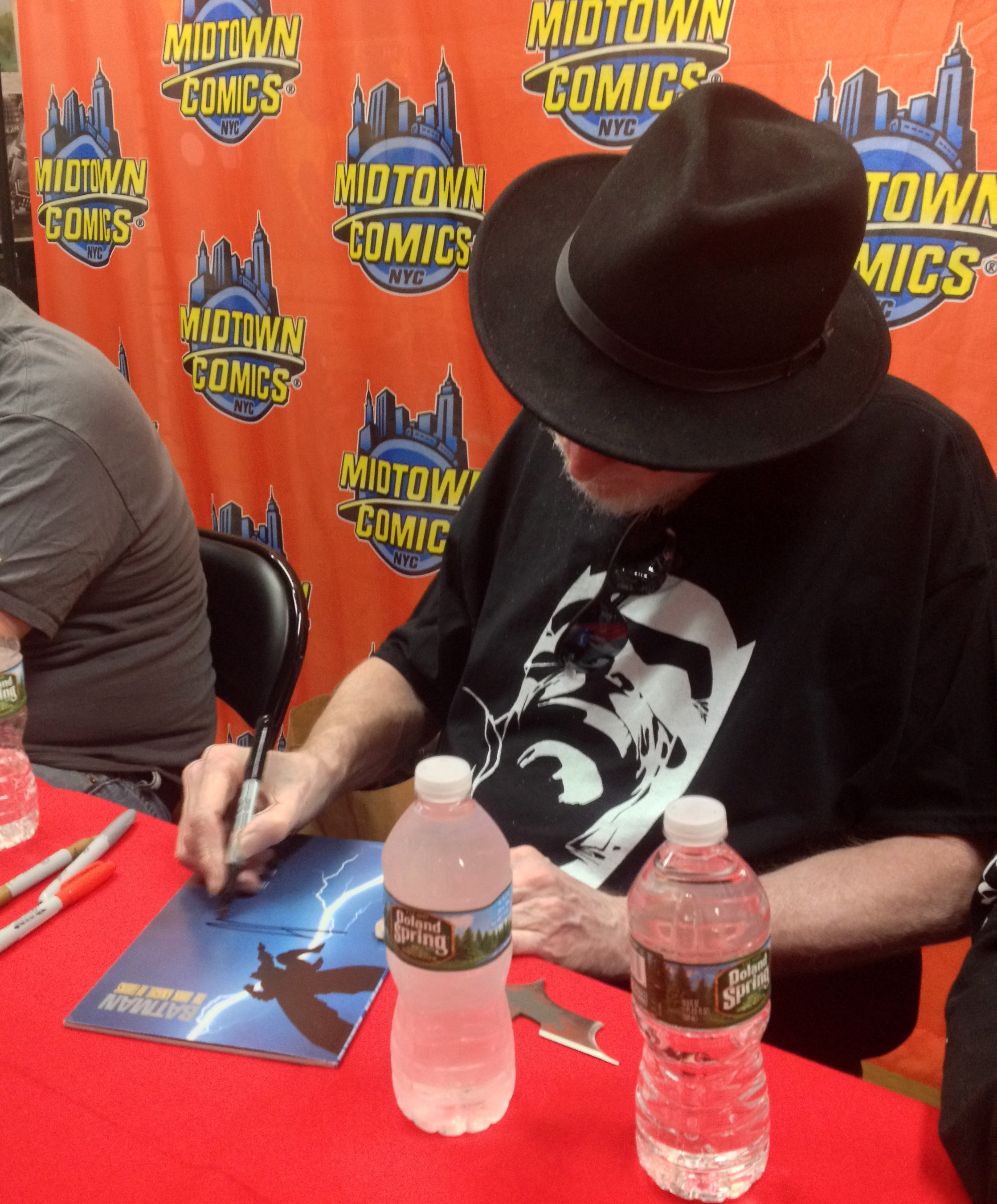
Frank Miller autografando na Midtown Comics de 2016.

Considera-se que esta história, assim com Watchmen, de Alan Moore (publicada no mesmo ano) e Maus, de Art Spiegelman (1988), teriam ajudado a elevar o universo das HQs a um nível mais maduro de literatura, o qual se distanciaria dos "quadrinhos para crianças". Os críticos acusaram The Dark Knight de inaugurar a era do "grim and gritty" (algo como "durão e amargo") que assolou as histórias de super-heróis no final dos anos 80 até o começo dos anos 90, quando os quadrinhos começaram a lidar com muitos temas adultos (especialmente situações de sexo e violência) nos "limites da decência". Essas histórias motivaram as empresas de quadrinhos a investir em temas adultos e escritores alternativos. Personagens foram remodelados e a superficialidade começava a sumir das prateleiras. Grandes obras posteriores surgiram, como Asilo Arkham e Sandman, e personagens banais como o Homem-Animal, se tornaram palco para análises psicológicas e filosofia. Autores como Neil Gaiman ou o próprio Frank Miller se tornaram escritores e diretores de cinema.

## Sequências e derivados
Uma sequência em três edições foi publicada em 2001, intitulada The Dark Knight Strikes Again. Novamente escrita e desenhada por Miller com cores de Lynn Varley, a obra não teve uma boa recepção, mas foi um sucesso comercial.
Em 2015, foi lançada The Dark Knight III: The Master Race, em nove edições. Dessa vez, Miller contou com o auxílio de outro escritor, Brian Azzarello, nos roteiros. A arte é de Andy Kubert e Klaus Janson. Na mesma época, Miller, junto ao artista John Romita Jr., publicou o one-shot Dark Knight Returns: The Last Crusade, um prelúdio da minissérie original, em que conta a morte do Robin Jason Todd.
Além desses, Frank Miller anunciou a intenção de escrever uma quarta parte da saga. Em 2019, foi anunciado o one-shot The Dark Knight Returns: The Golden Child, escrito por Miller e com desenhos do artista brasileiro Rafael Grampá, para publicação em dezembro de 2019.

## Em outras mídias
Televisão
- No episódio "Legends of the Dark Knight" de The New Batman Adventures, uma cena é diretamente baseada em duas lutas de Batman com o líder dos Mutantes, que foi expressado por Kevin Michael Richardson. Michael Ironside expressou a versão Dark Knight Returns de Batman.[15]
- Dois membros da gangue Mutant são exibidos jogando bolas de neve em um Mutano em uma gaiola no episódio "How Long Is Forever? de Teen Titans.
- No episódio "Artifacts" de The Batman, ambientado em uma Gotham futurista,[16] referem-se principalmente ao trabalho de Miller, com o Batman desse futuro representado como um homem alto e musculoso e o Mr. Freeze indo até falar a frase  "The Dark Knight returns"  ao conhecer seu inimigo.
- Há algumas referências em Batman: The Brave and the Bold. No episódio da segunda temporada "The Knights of Tomorrow!", A gangue mutante é vista roubando um banco em um futuro em que o filho de Bruce Wayne, Damian, é o novo Batman. A batalha entre Batman e Superman é caracterizada no episódio da terceira temporada  "Battle of the Super-Heroes!", onde Batman usa um uniforme blindado semelhante, bem como alguns momentos da luta aparecendo como a história foi desenhada.
- Stephen Amell aparece como um velho Oliver Queen no episódio Star City 2046 de Legends of Tomorrow, com um cavanhaque e sem seu braço esquerdo, um aceno para o retrato do personagem em The Dark Knight Returns.
- Na série de televisão Gotham, um jovem Bruce Wayne confronta Jerome Valeska (um personagem que implicitamente caracterizado como uma versão mais jovem do Coringa) em uma casa de espelhos após o  Departamento de Polícia de Gotham City atacar o parque de Jerome , povoado por seus seguidores cultistas, que faz homenagem a The Dark Knight Returns.

Cinema
- O filme de Batman de Tim Burton, lançado em 1989, toma influência da terceiro edição da série, quando Batman e o Coringa têm uma luta até a morte no clímax.
- No filme Batman Forever de 1995, o diretor Joel Schumacher usa algumas referências do quadrinho: quando Bruce se lembra de cair na caverna como criança e em uma cena excluída quando a GNN News faz uma crítica ao Batman após sua briga com Duas Caras em metrô de Gotham e antes quando ele segue Duas Caras em um helicóptero.
- De acordo com Schumacher, ele propôs uma adaptação cinematográfica de The Dark Knight Returns quando a Warner Bros. ordenou que ele e o escritor Akiva Goldsman criassem uma sequência para Batman Forever, mas a ideia foi arquivada em favor de Batman & Robin. Após o cancelamento de Batman Unchained, Schumacher propôs uma adaptação de The Dark Knight Returns, que a Warner considerou durante suas tentativas de renovar o personagem.[17] Michael Keaton (que retratou Batman em Batman e em Batman Returns) e Clint Eastwood foram considerados para interpretar Batman, enquanto o cantor David Bowie foi considerado novamente para interpretar o Coringa. No entanto, o projeto foi finalmente cancelado em favor do também cancelado Batman: DarKnight.[18]
- Na San Diego Comic-Con de 2008, o cineasta Zack Snyder expressou seu amor por The Dark Knight Returns em uma resposta a uma pergunta sobre a maturidade das adaptações de quadrinhos. Michael Uslan, produtor da franquia de filmes do Batman, expressou interesse em uma possível adaptação. [19]
- No filme The Dark Knight Rises, de 2012, o diretor Christopher Nolan usou um número de histórias, incluindo The Dark Knight Returns como influência para o filme, que também dispõe de um mais velho e aposentado Bruce Wayne retomando o papel de Batman. [20]
- Batman v Superman: Dawn of Justice, de 2016, apresenta Batman e Superman juntos pela primeira vez em um filme live-action.  O diretor Zack Snyder afirmou ainda que o filme é visualmente inspirado em The Dark Knight Returns, mas conta com uma premissa original.